# Эльтон
Эльто́н — солёное бессточное самосадочное озеро на севере Прикаспийской низменности. В некоторых дореволюционных русскоязычных источниках описывается как Елтон. Административно расположено на территории Эльтонского сельского поселения в Палласовском районе Волгоградской области, недалеко от границы с Казахстаном.
Крупнейшее озеро области и самое большое по площади минеральное озеро Европы (одно из самых минерализованных в мире). Озеро играет важную роль как место остановок во время осеннего пролёта мигрирующих птиц, особенно куликов и журавлей.

## Этимология
Название, возможно, произошло от монгольского (калмыцкого) «Алтын-Нор» — золотое дно, этой версии придерживался естествоиспытатель П. С. Паллас в 1773 году, а также версия приводилась в 1804 году в словаре А. Щекатова под названием «Элтонское озеро». По другой версии было названо в честь английского лейтенанта Джона Эльтона — члена Оренбургской экспедиции В. Н. Татищева, которая должна была обследовать степные районы России.

## Общее описание
Озеро представляет собой впадину между крупными соляными куполами на крайнем северо-востоке Прикаспийской низменности.
- Площадь — 152 км²[6], форма приближена к кругу. Площадь водосборного бассейна — 1640 км²[6].
- Глубина — 5—7 см летом; до 1,5 м весной[3].
- Уровень на 15 метров ниже уровня моря.
- Питание в основном снеговое, через 7 минерализованных рек. На дне выходы солёных источников.

Озеро заполнено насыщенным солевым раствором (рапой), который весной распресняется. Минерализация составляет 200—500 г/л. В воде содержатся водоросли Dunaliella salina, придающие красноватый оттенок озеру. На дне озера — залежи солей (главным образом NaCl, KCl) и под ними слой минеральной сероводородной грязи.
До 1882 года на Эльтоне велась добыча соли, в 1910 году на его берегу основан лечебный санаторий «Эльтон» (перенесён на новое место в 1945 году). В 2001 году озеро и прилегающие к нему территории целинных степей (106 тыс. га) включены в состав природного парка «Эльтонский».

## Санаторий «Эльтон»
С 1910 года на озере находится грязевой и бальнеологический курорт. С 1945 года в 6 км к востоку от озера, в посёлке Эльтон функционирует санаторий «Эльтон».
Лечебные средства: иловая сульфидная грязь и рапа озера; Сморогдинский хлоридно-сульфатный натриевый источник, воду которого используют для питья. Грязь и рапу доставляют в грязелечебницу санатория; на озеро дважды в день организуются автобусные экскурсии к месту, где желающие могут принять «дикие» ванны в вырытых ямах. В санатории также возможно взять велосипеды для прогулок по заповедным окрестностям озера.
На расстоянии 3 км от санатория имеется минеральный источник (Сморогдинский хлоридно-сульфатный натриевый источник), вода которого по химическому составу аналогична широко известным «Ессентуки-17» и Смирновской (Кавказские Минеральные Воды).
Лечение заболеваний периферической нервной системы, органов движения и опоры, пищеварения, гинекологических и др.
Транспорт: от ближайшего города, Волгограда, на маршрутках дорога занимает до 6 часов (из-за длительных остановок в пути), поездом от Саратова или Астрахани тоже около 6 часов.
Самая высокая точка Приэльтонья, гора Улаган (соляной купол), на 68 м выше уровня моря.

## История

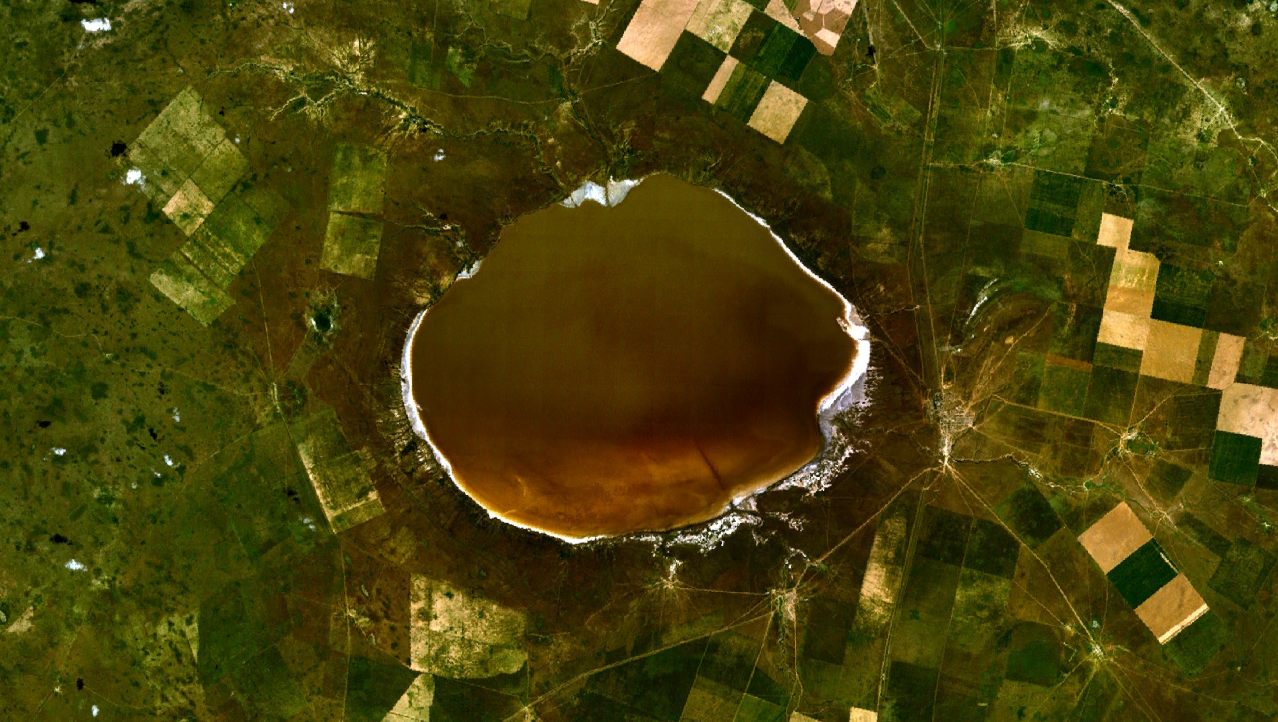
Вид на Эльтон из космоса

Озеро Эльтон было известно ещё задолго до того, как стало популярным курортом. Уже во времена Ивана Грозного, после завоевания им Астраханского ханства, началась регулярная добыча соли на соляных озёрах тех мест. В то время слава астраханских соляных озёр была столь велика, что породила фантастические рассказы об их неисчерпаемости и высоком качестве соли. Наиболее активно разработкой соли занялись во времена императрицы Елизаветы Петровны. В эти годы были проложены два соляных тракта от озера Эльтон до Николаевской слободы и до Покровской слободы, по которым вывозилась соль в российские губернии.

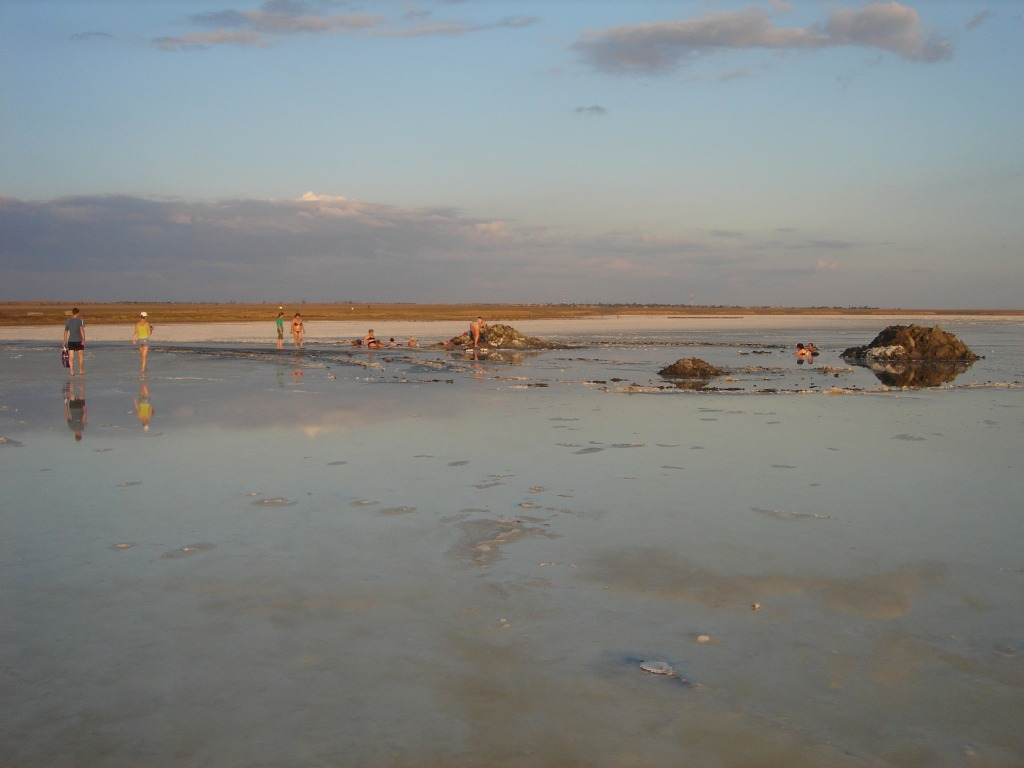
Солевые ванны на озере

24 февраля 1747 года Правительствующий сенат издал указ об учреждении комиссарства по добыче соли на озере Эльтон.
С 1865 года государственная добыча соли была остановлена и передана в руки частных предпринимателей. Большинство из них ринулось на озера Эльтон и Баскунчак. Из-за больших нагрузок и неплановых разработок, длившихся более века, в конце 1880-х годов отработка соли была там прекращена. Приблизительно с этого времени можно начинать отсчёт курортного предназначения озера.
С 2019 года озеро Эльтон включено во Всемирную сеть биосферных заповедников ЮНЕСКО.

## Климат
Климат резко континентальный, засушливый: лето жаркое (средняя температура июля 25 °C), зима умеренно холодная (средняя температура февраля −7 °C); осадков около 300 мм в год; постоянные ветры в течение года.
| Показатель              | Янв. | Фев. | Март | Апр. | Май  | Июнь | Июль | Авг. | Сен. | Окт. | Нояб. | Дек. | Год |
| ----------------------- | ---- | ---- | ---- | ---- | ---- | ---- | ---- | ---- | ---- | ---- | ----- | ---- | --- |
| Средняя температура, °C | −6,9 | −7,1 | −0,5 | 10,0 | 17,1 | 22,7 | 25,2 | 23,6 | 16,7 | 8,5  | 0,3   | −5,2 | 9,2 |
| Норма осадков, мм       | 21   | 17   | 17   | 25   | 29   | 36   | 20   | 22   | 23   | 23   | 23    | 22   | 278 |
| Источник:               |      |      |      |      |      |      |      |      |      |      |       |      |     |